# 瘟疫危機系列
《瘟疫危機》（又譯「疫症危機」、「流感病毒王」）是由電子遊戲開發公司Dark Realm Games開發的電子遊戲系列。此系列的首個遊戲《瘟疫危機》於2007年1月24日發佈，而系列最新的遊戲《瘟疫危機2.5》則於2012年5月2日發佈。玩家在遊戲中的任務主要為將自己研發的病毒傳播整個世界，並將世上所有人殺掉。

## 遊戲系統

《瘟疫危機2》遊戲截圖

瘟疫危機系列遊戲都是是戰略模擬遊戲。遊戲開始時，玩家將會擁有一種還沒有人感染過的病毒或細菌。當玩家的病毒或細菌感染或殺死一定的人時，玩家就能獲得感染點數。這些感染點數是能夠用來提升病毒或細菌的症狀、抗性和傳播方式。提升症狀能夠使病毒更具殺傷力；提升抗性能夠使病毒更能適應不同的環境；而提升傳播方式則能使病毒更快傳播而世界各地。玩家在此遊戲的目的就是將自己研發的病毒傳播整個世界，並將世上所有人殺掉。但是，人類科學家會隨著病毒的危害性來增加研發解藥的速度，因此玩家需要策略和速度，才能在限時內感染世上所有人，並殺掉他們。

## 歷史
於2007年1月24日，Dark Realm Games發佈了瘟疫危機系列的第一款遊戲，《瘟疫危機》。Dark Realm Games指出他們創作該遊戲的靈感源自於2002年至2003年期間大規模爆發的嚴重急性呼吸系統綜合症，即SARS事件。該遊戲是以回合制的形式進行。同年2月23日，他們發佈了此遊戲的續作，《瘟疫危機：人類滅絕》。該遊戲仍然沿用前作的回合制遊戲模式，但就改良了病毒進化系統。
於2008年7月14日，Dark Realm Games發佈了《瘟疫危機2》。該遊戲相比前作有較大的改進，除了將回合制遊戲模式改為即时策略遊戲模式外，還添加了機場、碼頭，令病毒的傳播方式更多樣化。於2009年7月24日，他們發佈了《瘟疫危機：美國豬》。該遊戲一改前作的遊戲模式：玩家在此遊戲中扮演的是人類而非病毒，因此玩家在遊戲中的目標是完全消滅正在大規模爆發的傳染病。另外，遊戲地圖亦由全世界縮小至美國本土。
於2012年5月2日，Dark Realm Games發佈了《瘟疫危機2.5》。該遊戲的平台不再是Microsoft Windows和Mac OS，而是iOS。該遊戲增加了許多遊戲細節，如成就系統、自然災禍、人類的疾病應對系統等。

### 系列作品
| 名稱               | 英文名稱                    | 平台                      | 發佈日期      |
| ------------------ | --------------------------- | ------------------------- | ------------- |
| 瘟疫危機           | Pandemic                    | Microsoft Windows、Mac OS | 2007年1月24日 |
| 瘟疫危機：人類滅絕 | Pandemic: Extinction of Man | Microsoft Windows、Mac OS | 2007年2月23日 |
| 瘟疫危機2          | Pandemic II                 | Microsoft Windows、Mac OS | 2008年7月14日 |
| 瘟疫危機：美國豬   | Pandemic: American Swine    | Microsoft Windows、Mac OS | 2009年7月24日 |
| 瘟疫危機2.5        | Pandemic 2.5                | iOS                       | 2012年5月2日  |

## 反響
瘟疫危機系列自《瘟疫危機2》開始便獲得了一定的聲名，而《瘟疫危機2》本身亦獲得不錯的評價。JayIsGames給予此遊戲4.6/5分，並指出「多年來，雖然已經有類似『世界末日』的模擬遊戲，但《瘟疫危機2》是其中最好的。」。而OMGN則於給予此遊戲9/10分，並指出「對於大部份人來說，此遊戲將會讓他們感到非常愉快。」。另外，下載次數超越1000萬次的戰略遊戲《瘟疫公司》的開發者詹姆斯·沃恩亦指出遊戲靈感來自《瘟疫危機2》。
《瘟疫危機2.5》則獲得一般的評價。兩個匯總評分媒體Metacritic和GameRankings分別得出此遊戲的分數為67/100分和68.00%。Touch Arcade給予此遊戲3.5/5分，並指出「在《瘟疫危機2.5》推出後，我便忍不住馬上抹殺人類。」。Eurogamer則指出「《瘟疫危機2.5》是App Store上其中一個最有趣的策略遊戲」，並頒予「每日應用程式獎」。Gamezebo給予此遊戲3/5分，並指出「沒有什麼比抹殺全球人口能帶來更多的快感」。Slide To Play給予此遊戲2/4分，並指出「《瘟疫危機2.5》不會再席捲全國了」。而Techday則給予2/5分，並指出「在致命的瘟疫殺死你之前，你已經因無聊死掉了。」。